# مذبذب حدودي
المذبذب البارامترى هو نظام قادر على التذبذب ، ويسمى أيضًا مذبذب ، له معلمات حدودية تجعل ذبذبته تعتمد على التردد الطبيعي ووقت التخميد. بهذه الطريقة ، يمكن توفير الطاقة لمذبذب من أجل زيادة سعة (مطال) التذبذب. وتسمى طريقة إمداد الطاقة بالإثارة البارامترية ، وهي حركة الاهتزاز البارامتري أو الاهتزاز الريوليني. مثال على ذلك هو اكتساب الزخم عند التأرجح عن طريق رفع مركز الثقل وخفضه بشكل دوري بالتوازي مع التعليق. 
تتمثل إحدى اختلافات الاهتزاز المتولد بشكل حدودي بحت في أنه ، على عكس الاهتزاز القسري ، لا يمكن أن ينشأ بدون انحراف أولي عن موضع السكون.
يمكن العثور على الأنظمة التقنية ذات المعلمات Parameters التي تعتمد على الزمن ، على سبيل المثال ، في الماكينات التوربينية وبناء طائرات الهليكوبتر. تستخدم المذبذبات البارامترية في عدد من الأنظمة التقنية ، لا سيما في الهندسة الكهربائية ، على سبيل المثال في بناء مكبرات الصوت منخفضة الضوضاء . يمكن استخدامها أيضًا لتحويل التردد . يمكن لمذبذب حدودي بصري ، على سبيل المثال ، تحويل موجة ليزر ساقطة عليه تحويلها إلى حزمتين بتردد أقل.

## تعريف
يمكن وصف المذبذب بإثارة حدودية بحتة بالمعادلة التفاضلية الخطية المتجانسة التالية:
{\displaystyle {\ddot {x}}+p_{1}(t){\dot {x}}+p_{2}(t)x=0} .
الدوال المعتمدة على الزمن {\displaystyle p_{1}} و {\displaystyle p_{2}} هي معلمات النظام. المعلمات لها خاصية أنها حقيقية ، ولا تعتمد على حالة المذبذب وتتغير بشكل دوري . كن إظهار أنه يمكن دمج كلا المعلمتين في دالة الإثارة المعتمدة على الزمن . تسمى دالة الإثارة هذه بدالة مضخة. الدائرة الكهربية أو الآلية التي تغير المعلمات تسمى المضخة.
من سمات مثل هذه الإثارة أنها تبدأ من مذبذب بمطال أولي من الصفر ، فإن السعة (المطال ampletude يظل مساويا للصفر ، لأن الظروف الأولية {\displaystyle (x,{\dot {x}})=(0,0)} تحصل دائما عندما تكون {\displaystyle {\ddot {x}}=0} . ومع ذلك ، نظرًا لأن التضخيم يحدث حتى مع أصغر الانحرافات (غير المقصودة) ، لم يتم ملاحظة هذه الحالة في الممارسة العملية.
لذلك ، يُستكمل الإثارة البارامترية أحيانًا بالإثارة القسرية ، بحيث تصبح المعادلة التفاضلية غير متجانسة. بالإضافة إلى المعلمات التي تعتمد على الوقت ، يتم الحصول على عنصر اضطراب وبالتالي يتم الجمع بين الإثارة القسرية والمعلمة.
{\displaystyle {\ddot {x}}+p_{1}(t){\dot {x}}+p_{2}(t){x}=p_{3}(t)} .
الفائدة العملية تنشأ من أبسط حالات الرنين ، حيث تتغير معلمات المذبذب بضعف التردد الطبيعي للمذبذب. هنا يتأرجح المذبذب بطريقة ثابتة الطور وفقًا للإثارة البارامترية ويستهلك الطاقة الموردة للنظام. بدون آلية للتعويض عن هذه الزيادة ، يزداد اتساع التذبذب أضعافا مضاعفة . ومن الأمثلة البارزة على ذلك "المبخرة المهتزة" الموصوفة أدناه في كاتدرائية سانتياغو دي كومبوستيلا ، نهاية طريق سانت جيمس في شمال إسبانيا.
بالنسبة للأنظمة ذات درجات الحرية المتعددة ، تحتوي المعلمات على شكل مصفوفة ويمكن تلخيص المتغيرات التابعة في محصلة متجه.

## التاريخ
جاءت الملاحظات الأولى من مايكل فاراداي ، الذي وصف في عام 1831 الموجات السطحية في كأس نبيذ تم صنعه من أجل "الغناء". وجد أن اهتزازات كأس النبيذ كانت مدفوعة بقوى التردد المزدوج. بعد ذلك ، في عام 1859 ، قام فرانز ميلدي بتوليد اهتزازات ذات معلمات مثارة في وتر باستخدام شوكة رنانة لتغيير توتر الوتر بشكل دوري بضعف تردد الرنين . كتب رايلي وصفًا للإثارة البارامترية كظاهرة عامة في عامي 1883 و 1887.
في عام 1877 ، صادف جورج ويليام هيل معادلة تفاضلية خاصة ذات معلمات متغيرة عندما كان يحقق في الاضطرابات في مدار القمر بسبب تأثير الشمس.
كان جورج فرانسيس فيتزجيرالد من أوائل من طبق هذا المفهوم على الدوائر الكهربائية حين حاول في عام 1892 إثارة التذبذبات في رنان محث ومكثف عن طريق تغيير محاثة الدائرة المتذبذبة باستخدام دينامو كمضخة.
تم استخدام مكبرات الصوت البارامترية لأول مرة في 1913-1915 للاتصال الهاتفي الراديوي من برلين إلى فيينا وموسكو. تم التعرف على إمكانات التكنولوجيا للتطبيقات المستقبلية حتى ذلك الحين ، على سبيل المثال من قبل إرنست ألكساندرسون . عملت المضخمات البارامترية الأولى عن طريق تغيير المحاثة. منذ ذلك الحين تم تطوير طرق أخرى مثل الصمام الثنائي السعة وأنابيب كليسترون وتقاطعات جوزيفسون والطرق البصرية.

## الوصف الرياضي

### ملخص لمعايير دالة الإثارة
نبدأ بالمعادلة التفاضلية أعلاه:
{\displaystyle {\ddot {x}}+\beta (t){\dot {x}}+\omega (t)^{2}x=0}
من أجل الجمع بين كل من العوامل المعتمدة على الزمن في المعادلة التفاضلية في دالة مضخة ، يمكن أولاً إجراء تحويل متغير من أجل التخلص من جزء المعادلة المعتمد على السرعة. وبهذا نضع:
{\displaystyle x=q\,e^{-0,5\int _{0}^{t}\beta (\tau )\mathrm {d} \tau }}
بعد اشتقاقها مرتين وإدخالها في المعادلة الأصلية ،
{\displaystyle {\ddot {q}}+\Omega ^{2}q=0}
حيث :
{\displaystyle \Omega ^{2}=\omega ^{2}-{\frac {1}{2}}\,{\dot {\beta }}-{\frac {1}{4}}\beta ^{2}}
المعادلة التفاضلية لمذكورة أعلاه حيث تتغير {\displaystyle \Omega } بشكل دوري تسمى معادلة هيل التفاضلية .
عادة ما يتم فهم الإثارة على أنها انحراف عن متوسط الوقت
{\displaystyle \Omega ^{2}=\omega _{n}^{2}(1+f)}
حيث الثابت {\displaystyle \omega _{n}} يتوافق مع تردد التذبذب المخمد للمذبذب ، أي :
الدالة المعتمدة على الزمن {\displaystyle f} تسمى دالة المضخة. لذلك يمكن دائمًا وصف كل نوع من أنواع الإثارة البارامترية بالمعادلة التفاضلية التالية:
{\displaystyle {\ddot {q}}+\omega _{n}^{2}(1+f(t))q=0} .

### حل لإثارة جيبية بضعف التردد
نأخذ في الاعتبار المعادلة التفاضلية أعلاه
{\displaystyle {\ddot {q}}+\omega _{n}^{2}(1+f)q=0}
نفترض أن دالة الضخ {\displaystyle f} يمكن كتابتها على الصورة التالية:
{\displaystyle f(t)=f_{0}\cos(2\omega _{p}t)}
حيث نصف تردد المضخة {\displaystyle \omega _{p}\approx \omega _{n}} يتوافق تقريبًا مع تردد التذبذب. هذه الحالة الخاصة من معادلة هيل التفاضلية تسمى المعادلة التفاضلية الرياضية . ومع ذلك ، فإن المطابقة التامة للترددات ليست ضرورية للحل ، لأن التذبذب يتكيف مع إشارة المضخة. وفقًا لنظرية فلوكيت ، يمكن كتابة حل المعادلة التفاضلية كـالآتي:
{\displaystyle q=A\cos(\omega _{p}t)+B\sin(\omega _{p}t)}
[[مطال |المطالان ]] {\displaystyle A} و {\displaystyle B} يعتمد ان على الزمن . ومع ذلك ، بالنسبة للإثارة البارامترية ، عادةً ما تتغير المطال ببطء أكثر من نغير دالة الجيب أو جيب التمام للحل. بمعنى آخر ، يحدث التغيير في سعة الاهتزاز بشكل أبطأ من الاهتزاز نفسه. استبدال هذا الحل في المعادلة التفاضلية والاحتفاظ فقط باجزاء المعادلة من الدرجة الأولى {\displaystyle f_{0}\ll 1} ، نحصل على معادلتين مرتبطتين
{\displaystyle 2\omega _{p}{\dot {A}}={\frac {f_{0}}{2}}\omega _{n}^{2}A-\left(\omega _{p}^{2}-\omega _{n}^{2}\right)B}
{\displaystyle 2\omega _{p}{\dot {B}}=-{\frac {f_{0}}{2}}\omega _{n}^{2}B+\left(\omega _{p}^{2}-\omega _{n}^{2}\right)A}
من أجل فصل نظام المعادلات هذا ، يمكن إجراء تحويل متغير آخر
{\displaystyle A=r\cos \theta }
{\displaystyle B=r\sin \theta }
وبذلك نحصل على المعادلات
{\displaystyle {\dot {r}}=r(\alpha _{\mathrm {max} }\cos 2\theta )}
{\displaystyle {\dot {\theta }}=-\alpha _{\mathrm {max} }(\sin 2\theta -\sin 2\theta _{\mathrm {eq} })}
مع الثوابت
{\displaystyle \alpha _{\mathrm {max} }={\frac {f_{0}\omega _{n}^{2}}{4\omega _{p}}}}
{\displaystyle \sin 2\theta _{\mathrm {eq} }={\frac {2\epsilon }{f_{0}}}}
{\displaystyle \epsilon ={\frac {\omega _{p}^{2}-\omega _{n}^{2}}{\omega _{n}^{2}}}}
الثابت {\displaystyle \epsilon } يسمى عدم التوافق. المعادلة التفاضلية ل {\displaystyle \theta } لا تعتمد على {\displaystyle r} . ومع أداء التقريب الخطي يمكن بيان أن {\displaystyle \theta } تزداد أضعافا مضاعفة وتقترب إمن نقطة التوازن {\displaystyle \theta _{\mathrm {eq} }} . وبعبارة أخرى ، فإن المذبذب البارامترى مغلق طورًا على إشارة المضخة. فإذا وضعنا {\displaystyle \theta (t)=\theta _{\mathrm {eq} }} ، وبافتراض أن الاقتران قد تم ، تصبح المعادلة التفاضلية للمطال :
{\displaystyle {\dot {r}}=\alpha r}
{\displaystyle \alpha =\alpha _{\mathrm {max} }\cos(2\theta _{\mathrm {eq} })=\alpha _{\mathrm {max} }{\sqrt {1-(2\epsilon /f_{0})^{2}}}}
حل هذه المعادلة هو دالة أسية. ولكي يتزايد مطال {\displaystyle q} فلا بد من تطبيق الشروط:
{\displaystyle \omega _{n}{\sqrt {1-(f_{0}/2)}}<\omega _{p}<\omega _{n}{\sqrt {1+(f_{0}/2)}}}
يتم الحصول على أكبر نمو في السعة (المطال) لهذه الحالة عندما {\displaystyle \omega _{p}=\omega _{n}} . التذبذب المقابل للمتغير غير المحول {\displaystyle x} لن يكون من الضروري زيادته. المطال الخاص {\displaystyle R} تعطىه المعادلة التالية:
{\displaystyle R(t)=r_{0}e^{\alpha t-{\frac {1}{2}}\int ^{t}\mathrm {d} \tau \ \beta (\tau )}}
مع ملاحظة أن سلوكهم يعتمد على ما إذا كانت {\displaystyle \alpha t} أكبر أو أقل من أو يساوي الزمن المتكامل للمعامل المعتمد على السرعة.

### شكل توضيحي بمكونات فورييه
نظرًا لأن الاشتقاق الرياضي أعلاه قد يبدو معقدًا وصعبًا ، فمن المفيد النظر إلى اشتقاق وصفي أكثر. نكتب المعادلة التفاضلية على الصورة:
{\displaystyle {\ddot {q}}+\omega _{n}^{2}q=-\omega _{n}^{2}f(t)q}
نفترض أن دالة المضخة هي دالة جيبية ذات تردد مزدوج ، وأن التذبذب له بالفعل شكل مطابق ، أي
{\displaystyle f(t)=f_{0}\sin 2\omega _{p}t}
{\displaystyle q(t)=A\cos \omega _{p}t}
يمكن استخدام الدوال المثلثية لنواتج الدالتين الجيبيتين ، مما يؤدي إلى إشارتين للمضخة.
{\displaystyle f(t)q(t)={\frac {f_{0}}{2}}A\left(\sin \omega _{p}t+\sin 3\omega _{p}t\right)}
في فضاء فورييه ، يكون الضرب هو تراكب تحويل فورييه {\displaystyle {\tilde {F}}(\omega )} و {\displaystyle {\tilde {Q}}(\omega )} . التضخيم الإيجابي يأتي من حقيقة أن المكون {\displaystyle +2\omega _{p}} من {\displaystyle f} والمكون {\displaystyle -\omega _{p}} من {\displaystyle q} لإشارة الإثارة {\displaystyle +\omega _{p}} تصبح مماثلة مع عكس الإشارة . هذا يفسر سبب وجود تردد المضخة {\displaystyle 2\omega _{n}} ، الذي هو ضعف تردد الرنين للمذبذب. فإذا كان تردد المضخة يختلف اختلافًا كبيرًا فلن يؤدي ذلك إلى اقتران ، أي لن ينشأ رد فعل إيجابي بين المكونات {\displaystyle -\omega _{p}} و {\displaystyle +\omega _{p}} .

## الاستقرار والرنين

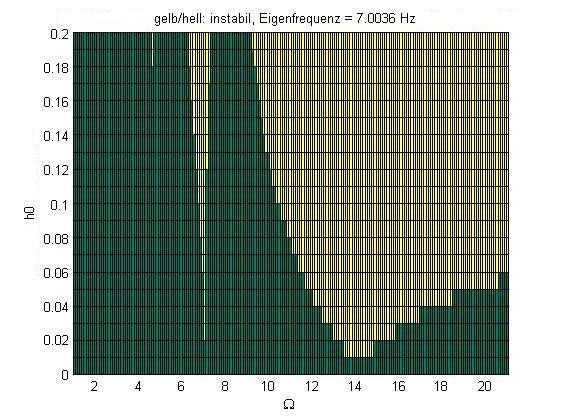
مثال بياني لاستقرار نموذجي للبندول الاهتزازي (حل رقمي)

تسمى الحالة التي يتدي فيها تغيير المعلمات إلى زيادة مطال التذبذب بالرنين المعياري. بالنسبة للتطبيقات ، غالبًا ما يكون من المثير للاهتمام ما إذا كان التذبذب مستقرًا أم لا. في حالة المذبذب التوافقي المأخوذ في الاعتبار يعني الأستقرار أن الطاقة وبالتالي مطال التذبذب لا تتباعد إلأى نحو اللانهاية. وبالتالي فإن الاهتزازات المستقرة تكون مرتبطة ومحدودة ، أما الاهتزازات غير المستقرة فهي تكون غير مرتبطة. يمكن توضيح استقرار النظام في الشكل البياني (انظر الشكل ). طريقتان لتحليل الاستقرار موضحة أدناه.

### دراسة الاستقرار طبقا لـ هيل
نقطة البداية هي الدالة المبدئية التالية:
{\displaystyle \psi =e^{\lambda t}z(t)}
حيث يحتوي العامل الأول على القيمة الذاتية eigenvalue التي تميز الاستقرار (انظر أسفله ).  والعامل الثاني دوري مع تردد المعلمة. كسلسلة فورييه معقدة ، لها الشكل التالي:
{\displaystyle z(t)=\sum _{n=-\infty }^{\infty }c_{n}e^{\mathrm {i} n\Omega t};\quad n=\dots ,-2,-1,0,1,2,\dots }
تم تطوير مصفوفات النظام (الدورية) أيضًا في سلسلة فورييه. يؤدي مبدأ التوازن التوافقي إلى مسألة القيمة الذاتية مع مصفوفات الحجم [K (2N + 1) × K (2N + 1)] ( K = درجات الحرية ، N = عدد وجموعات فورييه) مع القيم الذاتية التي تهم تحليل الاستقرار {\displaystyle \lambda =\alpha +\mathrm {i} \omega } (عدد القيم الذاتية eigenvalues المقابلة لأحجام المصفوفة).
{\displaystyle \det[\lambda ^{2}+\lambda \cdot {\overline {p_{1}}}+{\overline {p_{2}}}]=0}
يحدد حجم الجزء الحقيقي من القيمة الذاتية الاستقرار.

### اختبار الاستقرار طبقا لـ فلوكيت
هناك طريقة أخرى لتحديد حدود الاستقرار وهي تحليل الثبات وفقًا لـ Floquet . فيها يتم دمج DGL عدديًا ، في الحالات البسيطة أيضًا بشكل تحليلي خلال فترة معلمة لـ 2K مع إعطاء ظروف أولية حقيقية مستقلة خطيًا ( K = درجات الحرية) ومصفوفة نقل 2K × 2K من القيم التي تم الحصول عليها للمصفوف {\displaystyle \Phi } التي تم إنشاؤها ، والتي تتميز بقيمها الذاتية المعقدة المترافقة عادةً بالاستقرار أو عدم الاستقرار (ما يسمى بمعادلة فلوكيت eigenvalue ). في الشكل البياني الموضحة أعلاه على اليسار ، يتم تطبيق طريقة فلوكيت على المعادلة التفاضلية للبندول الاهتزازي الضعيف جدًا أو المعادلة التفاضلية الرياضية. توجد حلول دورية على الخطوط الفاصلة بين المستقرة (الموضحة هنا باللون الأخضر) والمنطقة غير المستقرة (الموضحة في الشكل باللون الأصفر). في نطاق الثبات ، يميل البندول إلى العودة إلى موضع الصفر (إذا كان هناك احتكاك ؛ بدون احتكاك ، تتم التذبذبات الصغيرة والثابتة اعتمادًا على النبضة الأولية). يمكن أيضًا ملاحظة هذه المعادلة التفاضلية أنه إذا لم يكن هناك تخميد لتحليل الثبات ، بالإضافة إلى الإثارة بتردد طبيعي مزدوج ومفرد ، فإن الإثارة بـ 2/3 من التردد الطبيعي (2/4 ، 2/5 إلخ. يمكن التعرف عليه هنا) من التردد الطبيعي لا يزال له معنى رياضي معين (إثارة بــ. 2/4 ، 2/5 من التردد الطبيعي إلخ. يمكن التعرف عليه هنا)

## مكبرات بارامترية

### التطبيقات
المذبذبات البارامترية كمضخمات منخفضة الضوضاء ( (بالإنجليزية: Low Noise Amplifier) ) ، تحدث بشكل خاص في نطاق الراديو والميكروويف. يتم تحفيز دائرة تتأرجح بواسطة الصمام الثنائي حيث يتم تغيير سعته بشكل دوري. YAG - أدلة الموجات تعمل في تقنية الميكروويف على نفس المبدأ.
مزايا استخدام مضخم حدودي
- حساسيتهم العالية
- ضجيجها الحراري المنخفض ، لأن المفاعلة (وليس المقاومة) تتغير

### مبدأ التشغيل
يتم تشغيل مضخم حدودي كخالط تردد. ينعكس تضخيم مزيج الإشارة هذا في كسب الإخراج. يتم خلط إشارة الدخل الضعيفة مع إشارة المذبذب القوية ويتم استخدام الإشارة الناتجة في مراحل المستقبل اللاحقة.
تعمل المضخمات البارامترية أيضًا عن طريق تغيير معلمات الاهتزاز. يمكن فهمه بشكل حدسي لمكبر السعة المتغير عن طريق العلاقات التالية. شحنة المكثف
{\displaystyle Q=C\cdot V}
ومن ثم الجهد الواقع عبر المكثف أيضا:
{\displaystyle V=Q/C}
إذا تم شحن مكثف حتى يتطابق الجهد مع إشارة الدخل الضعيفة ، ثم يتم تقليل سعة المكثف ، على سبيل المثال عن طريق تحريك وابعاد لوحات المكثف اللوحي ، سيزداد الجهد المطبق وبالتالي سيزداد تضخيم الإشارة الضعيفة . إذا كان المكثف عبارة عن صمام ثنائي السعة ، فيمكن تحريك الألواح ، أي يمكن تغيير السعة ، ببساطة عن طريق تطبيق جهد يعتمد على الزمن . يسمى جهد القيادة هذا أيضًا بجهد المضخة.
تحتوي إشارة الخرج الناتجة على ترددات مختلفة ، تتوافق مع مجموع إشارة الإدخال والاختلاف {\displaystyle f_{1}} وإشارة الخرج {\displaystyle f_{2}} مباراة ، لذلك {\displaystyle f_{1}+f_{2}} و {\displaystyle f_{1}-f_{2}} .
في الممارسة العملية ، يحتاج مذبذب حدودي إلى الوصلات التالية:
- اتصال أرضي ،
- جهد المضخة ،
- المخرج ،
- في بعض الأحيان جزء رابع أيضا لتعيين المعلمات.

يحتاج مضخم حدودي أيضًا إلى مدخل لإدخال اشارة تضخيم . نظرًا لأن الصمام الثنائي يحتوي على اتصالين فقط ، فلا يمكن استخدامه إلا مع شبكة LC. يمكن تنفيذ ذلك كمضخم للمقاومة ، كمضخم أنبوب موجة متنقلة ، أو بمساعدة جهاز دائري .

## "تأرجح": مبخرة متأرجحة
مثال أولي: يتم فحص "المبخرة المتأرجحة" المعلقة من سقف الكنيسة في كاتدرائية سانتياغو دي كومبوستيلا من قبل فريق ما يسمى يتم "تحريك" Botafumeiros "إلى الرنين حدوديًا ، حيث يتم استخدام مبدأ" التردد المزدوج ": عندما يحدث التقاطع الصفري ، يتم تقصير طول البندول للوعاء بشكل منهجي" عن طريق سحبها إلأى أعلى ".

## اقرأ أيضا
- مذبذب بصري حدودي

## روابط انترنت
- فرانز جوزيف إلمر: حدودي الرنين . unibas.ch ، 20. يوليو 1998.
- حل معادلة ماتيو مع ماتلاب
- نموذج كود (أوكتاف) لتوليد خريطة ثبات لبندول سلسلة بطول سلسلة متغير
- Video: مكتبة

1. ↑  Der Parameter der ersten Ableitung ist dabei, auch wenn er vielfach als Dämpfung bezeichnet wird, nicht gleichbedeutend mit dem Vorhandensein von تبدد
2. ↑  Beachte: In Realität werden Schaukeln vielfach nicht ausschließlich parametrisch angeregt, siehe dazu:

Case، William B. "Two ways of driving a child's swing". مؤرشف من الأصل في 2013-09-25. اطلع عليه بتاريخ 2013-02-03.

Case، William B. (1996). "The pumping of a swing from the standing position". American Journal of Physics. ج. 64: 215–220.

"Towards a more realistic description of swing pumping due to the exchange of angular momentum". European Journal of Physics. ج. 31: 1195–1207. 2010.

## التفىصيل
1. ↑  Kurt Magnus: Schwingungen: Eine Einführung in die physikalischen Grundlagen und die theoretische Behandlung von Schwingungsproblemen. 8., überarb. Auflage, Vieweg+Teubner, 2008, Kapitel 4, ISBN 3-8351-0193-5.
2. ↑  Klaus Knothe, Robert Gasch: Strukturdynamik: Band 2: Kontinua und ihre Diskretisierung. Springer, 1989, Kapitel 12, ISBN 3-540-50771-X.
3. ↑  Archive of Applied Mechanics - March 1995, Volume 65, Issue 3, pp 178-193; Modale Behandlung linearer periodisch zeitvarianter Bewegungsgleichungen; doi:10.1007/BF00799297
4. ↑  Wolfgang Demtröder: Experimentalphysik 1: Mechanik und Wärme Springer, 2008, Kapitel 11.7, ISBN 3-540-79294-5.
5. ↑  . ISBN:3-11-012870-5. {{استشهاد بكتاب}}: الوسيط |title= غير موجود أو فارغ (مساعدة)
6. ↑  . DOI:10.1098/rstl.1831.0018. {{استشهاد بكتاب}}: الوسيط |title= غير موجود أو فارغ (مساعدة)
7. ↑  . DOI:10.1002/andp.18601871202. {{استشهاد بكتاب}}: الوسيط |title= غير موجود أو فارغ (مساعدة)
8. ↑  . DOI:10.1080/14786448308627342. {{استشهاد بكتاب}}: الوسيط |title= غير موجود أو فارغ (مساعدة)
9. ↑  . DOI:10.1080/14786448708628074. {{استشهاد بكتاب}}: الوسيط |title= غير موجود أو فارغ (مساعدة)
10. ↑  J. W. S. Rayleigh: The Theory of Sound. Vol. 1, 2nd. ed., Dover, New York 1945, S. 81–85.
11. ↑  Klaus Knothe, Robert Gasch: Strukturdynamik: Band 2: Kontinua und ihre Diskretisierung. Springer, 1989, Kapitel 12.4, ISBN 3-540-50771-X.
12. ↑  . ISBN:0-262-08298-5. {{استشهاد بكتاب}}: الوسيط |title= غير موجود أو فارغ (مساعدة)
13. ↑  . DOI:10.1109/JRPROC.1916.217224. {{استشهاد بكتاب}}: الوسيط |title= غير موجود أو فارغ (مساعدة)
14. ↑  H. Schlichting: Der schwingende Weihrauchkessel, in: Spektrum der Wissenschaft (Spezial Physik.Mathematik.Technik 3/14), „Naturgesetze in der Kaffeetasse“, September 2014, S. 80